# Istituto Id di Cristo Redentore
L'Istituto Id di Cristo Redentore (in spagnolo Instituto Id de Cristo Redentor) è un istituto di vita consacrata di diritto pontificio: è composto da un ramo femminile e da uno maschile. I membri, detti missionari e missionarie Identes, pospongono al loro nome la sigla M.Id.

## Storia
L'istituto venne fondato da Fernando Rielo Pardal (1923-2004): dopo un'esperienza tra i redentoristi, sentì una vocazione diversa e il 29 giugno 1959, con il permesso del vescovo di San Cristóbal de La Laguna Pérez Cáceres, diede inizio a Tenerife alla nuova famiglia religiosa.
I seguaci di Rielo Pardal presero il nome di "identes", parola composta da Id (l'imperativo del verbo spagnolo ir, cioè "andare") ed entes (desinenza del participio latino).
I missionari e la missionarie identes vennero approvati come associazione pubblica di fedeli dall'arcivescovo di Madrid nel 1994 e come istituto di vita consacrata di diritto diocesano nel 2004; la società venne riconosciuta come istituto di diritto pontificio il 4 luglio 2009.

## Attività e diffusione
L'istituto è composta da un ramo femminile e da uno maschile, ciascuno con un proprio superiore generale: i due rami sono uniti sotto la direzione di un unico presidente.
Ai due rami di religiosi sono associati uomini e donne che si impegnano, secondo il loro stato, a vivere il carisma e la missione dell'istituto.
Le comunità di missionari e missionarie identes sono presenti in Africa, nelle Americhe, in Asia e in Europa. La sede presidenziale è in via Aurelia a Roma.
Alla fine del 2008 il ramo maschile contava 39 comunità con 127 religiosi, 65 dei quali sacerdoti; il ramo femminile contava 277 religiose in 47 case; gli associati esterni alla vita comune erano 349.